# Hakanohi
Hakanohi (墓の火?, lett. "fuoco della tomba") è un fuoco misterioso del folclore giapponese. È raffigurato nel Konjaku gazu zoku hyakki di Toriyama Sekien, una raccolta di dipinti yōkai giapponesi del periodo Edo.

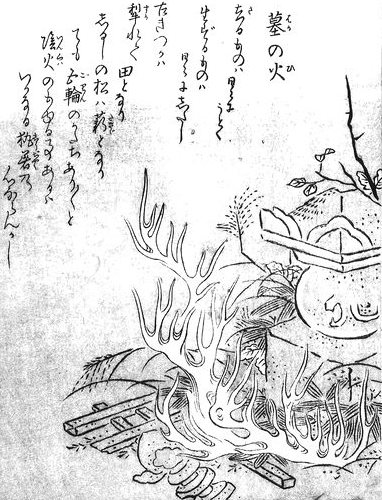
Hakanohi come appare nel Konjaku gazu zoku hyakki di Toriyama Sekien.

Nel disegno è raffigurato un cimitero abbandonato e circondato da cespugli, dove una fiamma arde su un gorintō con caratteri sanscriti mancanti. I caratteri mancanti sono stati interpretati come se i sentimenti di rancore o risentimento (kleśa) che dovrebbero essere eliminati stessero bruciando come fiamme.
Il libro di storie di fantasmi del periodo Edo "Kokin Hyaku Monogatari Hyōban" contiene un articolo intitolato "L'incendio di una tomba a Nishideramachi" in cui descrive uno strano fenomeno in cui le fiamme scoppiano dalle tombe delle persone che hanno commesso seppuku a Nishideramachi (Niomon-dori, Nishideramachi-dori, città di Kyoto), simile al "hakanohi", e spiega che il sangue che fuoriesce dal corpo umano si trasforma in fosforo e scoppia in fiamme.